# Парквил (Пенсилванија)
Парквил (енгл. Parkville) насељено је место без административног статуса у америчкој савезној држави Пенсилванија.

## Демографија
По попису из 2010. године број становника је 6.706, што је 113 (1,7%) становника више него 2000. године.
| Група             | 2000.         | 2010.         |
| Белци             | 6.351 (96,3%) | 6.285 (93,7%) |
| Афроамериканци    | 36 (0,5%)     | 56 (0,8%)     |
| Азијати           | 64 (1,0%)     | 54 (0,8%)     |
| Хиспаноамериканци | 89 (1,3%)     | 201 (3,0%)    |
| Укупно            | 6.593         | 6.706         |